# Can Mas (Anglès)
Can Mas és un edifici situat al municipi d'Anglès, a la comarca catalana de la Selva, a Catalunya. Aquesta obra arquitectònica està inclosa en l'Inventari del Patrimoni Arquitectònic de Catalunya.

## Descripció
Es tracta d'una masia de dues plantes i golfes i coberta amb una teulada a dues aigües de vessants a laterals.
Una masia que pels seus trets constitutius la podríem enquadrar dins d'una primera tipologia o família de masies. Les masies que es corresponen amb aquesta primera tipologia comparteixen tota una sèrie de trets comuns, com ara el fet de tenir la coberta amb els vessants encarats cap a les façanes principals. Aquest tipus sol correspondre normalment a les masies de més antiguitat sorgides d'una evolució continuada a partir d'un primer cos de reduïdes dimensions. Aquest primer nucli construït als volts dels segles xiv i xv, podia tenir diverses plantes. Així la planta baixa, pràcticament sense cap obertura, era destinada a quadres pel bestiar. La planta primera, a què s'accedia per una escala exterior de pedra i una porta d'influència romànica, era formada per una sola estança on hi havia la llar de foc, l'aigüera... Moltes vegades hi havia una tercera planta, molt petita, que servia de dormitori, amb accés per mitjà d'una simple escala de mà.
La prosperitat del camp en els segles xvi i xvii donà lloc a les successives reformes i ampliacions que convertiren a aquells primers edificis minúsculs en les vastes masies que avui tenim. El resultat ha estat, en molts casos, la d'una arquitectura complexa i de difícil generalització tipològica.
A la planta baixa hi ha tres obertures de les quals cal destacar en especial el portal adovellat d'arc de mig punt amb unes dovelles de mida mitjana i ben escairades.
Pel que fa al primer pis o planta noble, trobem tres obertures rectangulars, amb llinda monolítica horitzontal, muntants de pedra, ampit treballat i un motiu ornamental triangular de caràcter floral inscrit al centre del dintell. Una de les tres finestres és amb permòdols i amb les impostes retallades en forma de quart de cercle. D'altra banda, trobem una finestra rectangular d'arc conopial lobulada i amb guardapols, muntants de pedra, ampit treballat i diversos elements ornamentals: motius circulars i animals (cabra) a les impostes.
Al segon pis, les golfes, hi trobem dues obertures. La primera és apuntada i amb motius circulars en els carcanyols. La segona és rectangular, de llinda monolítica horitzontal, muntants de pedra i ampit treballat.
Finalment, cal destacar dos elements interessants com són la magnífica torre quadrada de cinc plantes que es dreça, avançada, al centre de la façana principal.
El sector esquerre la masia original ha estat ampliada amb habitatges de nova factura que han seguit a grans trets l'estil constructiu de l'antic mas.